# Revoluția Română din 1848
Revoluția Română de la 1848 a fost parte a revoluției europene din același an și expresie a procesului de afirmare a națiunii române și a conștiinței naționale. Un factor deosebit de important l-a constituit Revoluția Franceză din februarie 1848 care a avut repercusiuni asupra întregii Europe. Deoarece Franța era un stat național unitar, revoluția de aici a avut un predominant caracter social, pe când în celelalte țări a luat diferite forme, după necesitățile locale. Astfel că, principiul libertăților cetățenești cerute de revoluționarii francezi a evoluat și s-a transformat în libertăți naționale pentru popoarele supuse, iar peste revendicările sociale s-a suprapus ideea de unitate națională.
Revoluția Română de la 1848 s-a desfășurat în condițiile în care regiuni populate predominant de români, văzute drept părți din teritoriul național, se aflau în stăpânirea imperiilor vecine (Transilvania, Bucovina, Basarabia, Banatul), în timp ce Principatele Moldovei și Țării Românești erau constrânse să accepte protectoratul Rusiei țariste și suzeranitatea Imperiului Otoman.

## În Moldova
În Moldova, mișcarea revoluționară a avut un caracter pașnic, ea mai fiind denumită în epocă și revolta poeților și s-a concretizat printr-o petiție la 27 martie 1848 și printr-un program în august 1848. Petiția-proclamațiune cuprindea 35 de puncte și a fost redactată, de către Vasile Alecsandri, la o întrunire a tinerilor revoluționari moldoveni care a avut loc la hotelul Petersburg din Iași, cu știrea domnitorului Mihail Sturza, în data de 27 martie. Această "petițiune a boierilor și notabililor moldoveni" avea un caracter moderat datorită atitudinii rezervate a principelui Sturza, care era presat de prezența trupelor ruse la graniță. Simțind pericolul unei mișcări și în Moldova, sub influența celor de afară, domnitorul însuși le-a cerut petiția. Cu toate că memoriul lor nu cuprindea decât reforme moderate, mai mult de ordin administrativ și cultural, în conformitate cu Regulamentul Organic, domnitorul l-a folosit ca pretext pentru arestarea capilor mișcării. Printre aceștia se aflau Alexandru Ioan Cuza, Lascăr Rosetti, Răducanu Rosetti, Mitică Rosetti, Grigore Romalo, Manolache Costache Epureanu, Alexandru Moruzi, Zaharia Moldovanu, Alexandru Miclescu, Nicolae Catargiu și Dimitrie Filipescu. Aceștia urmau să fie trimiși în exil în Turcia, însă unii dintre aceștia au reușit să-i cumpere pe cei care trebuiau să-i treacă Dunărea (una dintre persoanele care au jucat un rol definitoriu a fost Maria Rosetti, care "mergea pe talvegul Dunării cu copilul în brațe și cu pungile de galbeni" pentru a-i elibera pe cei căzuți prizonieri), ajungând la Brăila. De aici au reușit să plece în Transilvania, de unde au trecut în Bucovina .
În vara lui 1848 se aflau în Bucovina - și mai ales în Cernăuți - circa 50 de fruntași ai tineretului revoluționar moldovean, printre care: Alexandru Ioan Cuza, Costache Negri, D. Canta, Vasile Alecsandri, Alecu Russo. Acestora li s-a adăugat și Mihail Kogălniceanu, care avusese un conflict cu fiul domnitorului. În august 1848 este redactat un program în 36 de puncte, care a fost publicat de Kogălniceanu sub titlul „Dorințele partidei naționale din Moldova”. Acest program se deosebea radical de petiția din martie, fiind împotriva Regulamentului organic și a protectoratului țarist. Se cereau, printre altele: egalitate politică și civilă, instrucțiune gratuită, împroprietărirea țăranilor și se încheia cu o dorință arzătoare: unirea Moldovei cu Țara Românească, unirea fiind considerată drept „cheia bolței fără care s-ar prăbuși edificiul național.”

## În Țara Românească

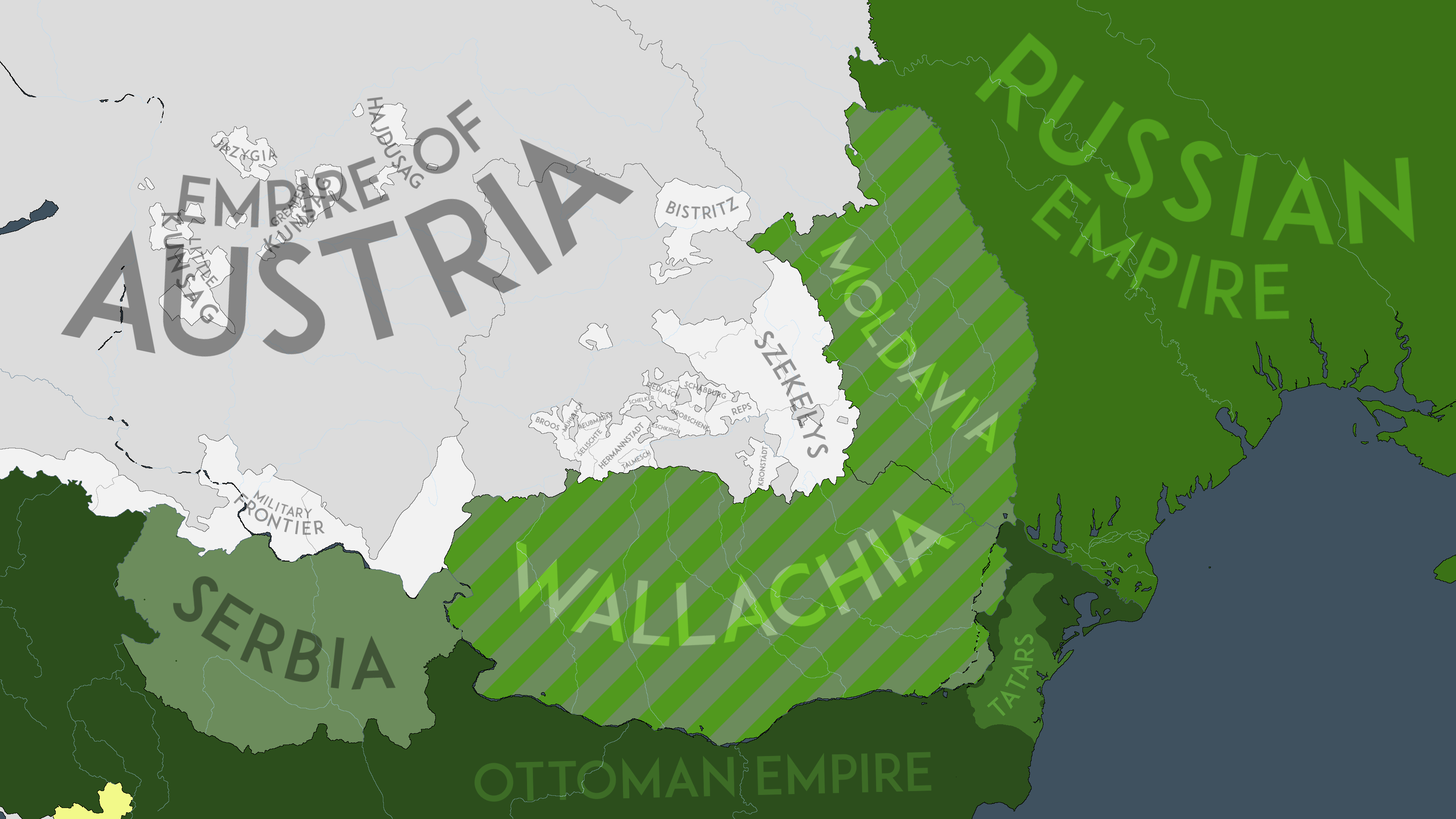
Spațiul Carpato-Danubiano-Pontic în 1848.

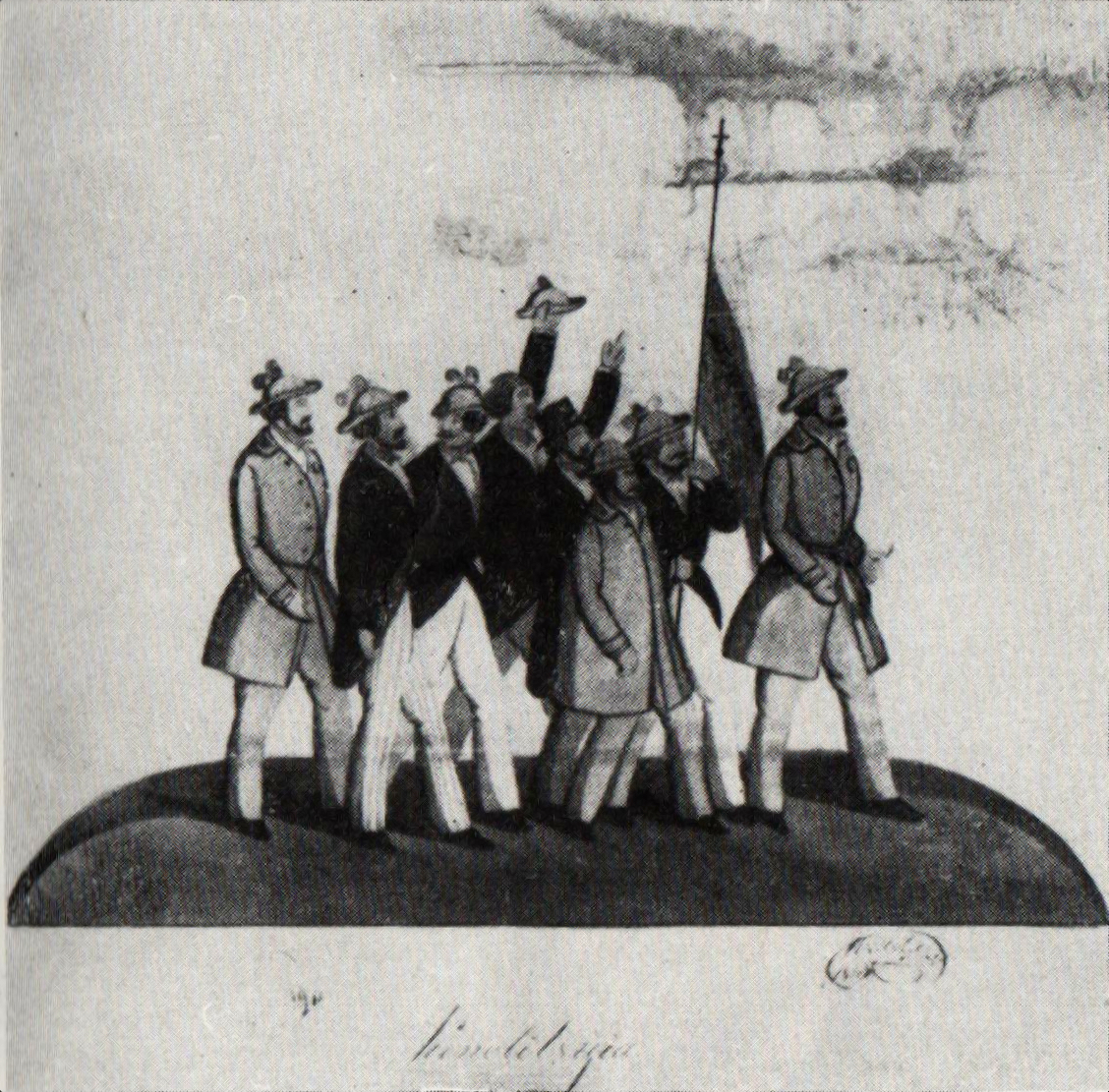
Grupul de manifestanți pentru revoluție la 1848 - de Costache Petrescu.

Prima variantă a steagului revoluționar. Scris cu alfabetul chirilic de la acea vreme, se citește: „Dreptate, Frăție”.

Varianta finală a steagului revoluționar

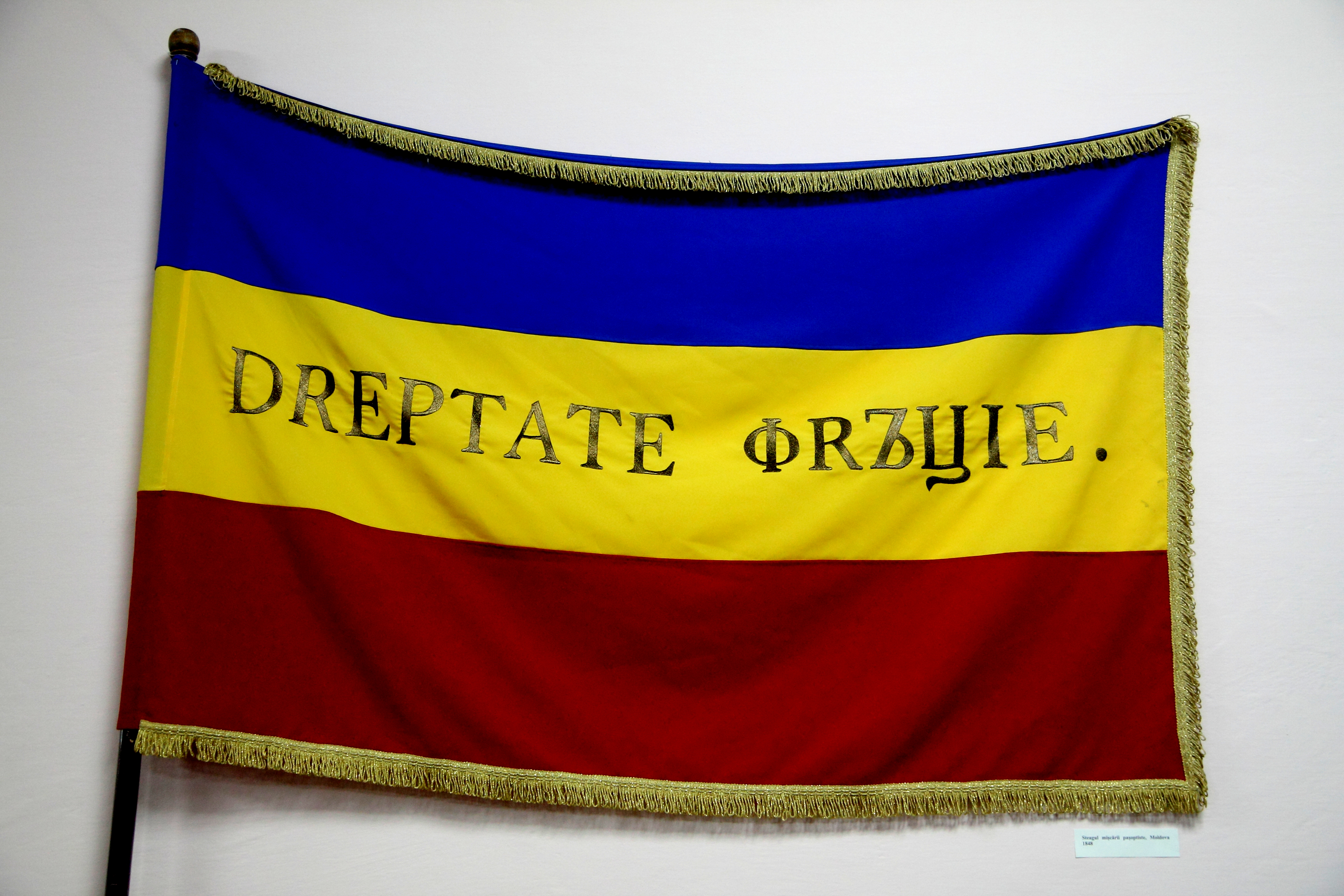
Exemplar al steagului revoluționar, păstrat la Muzeul de Istorie din Chișinău

În Țara Românească, revoluția s-a bucurat de mai mult succes decât în Moldova, deoarece tinerii revoluționari munteni, spre deosebire de cei moldoveni, au încercat traducerea ideilor în fapte. În acest scop i-au atras în tabăra lor pe intelectualii mai de seamă din acea vreme, precum și o parte a administrației și armatei.
- 7 iunie 1848 Craiova: Gheorghe Magheru, Nicolae Bălcescu și Costache Romanescu alcătuiesc, în ilegalitate, primul guvern provizoriu revoluționar.
- 9 iunie 1848: De teama unor conflicte armate se hotărăște citirea proclamației revoluționare la Islaz, un mic port la Dunăre din Romanați pentru că doi dintre cei mai importanți membri ai clubului revoluționar craiovean conduceau destinele în Romanați. Este vorba de Ioan Maiorescu (fusese numit prefectul județului) și căpitanul Nicolae Pleșoianu ai cărui dorobanți primiseră ordin să se deplaseze din Craiova la Islaz. Bibescu ordonase paza tuturor porturilor pentru a aresta, imediat după debarcare, agitatori revoluționari veniți de la Paris. Sub oblăduirea lui Ioan Maiorescu și Nicolae Pleșoianu va fi organizată de către Popa Șapcă, o mare adunare populară la Islaz.

Guvernul provizoriu format la Islaz îi cuprindea pe ofițerii: Gheorghe Magheru și Nicolae Pleșoianu, pe preotul Radu Șapcă, pe membrii clubului craiovean: Ștefan Golescu, Ioan Maiorescu și ca secretar al guvernului provizoriu, pe Costache Romanescu. Acestora li s-au alăturat Ion Heliade Rădulescu și Christian Tell. 
- 11 iunie 1848, București: Știind că a pierdut sprijinul armatei, Bibescu semnează, la București, proclamația de la Islaz care va deveni noua constituție. A doua zi, rușii au protestat prin consulul lor și au amenințat că vor invada țara. În aceste condiții, Gheorghe Bibescu abdică. Guvernul provizoriu revoluționar se deplasează întâi la Craiova pentru a înlătura grupul care îl sprijinea pe Bibescu.
- 13 iunie 1848: Craiova a fost ales ca loc de întrunire a guvernului provizoriu și prima capitală a revoluționarilor pașoptiști, înainte ca aceștia să ajungă la București.

Ioan Maiorescu a citit declarația de la Islaz în fața unei mulțimi în delir. A doua zi, în zorii zilei, când străzile orașului erau amorțite iar craiovenii visau la idealurile revoluției, reacțiunea craioveană încearcă contralovitura. Ion Heliade Rădulescu primește delegația contrarevoluționarilor, soldații colonelului Ion Vlădoianu, cunoscut reacționar, se strecoară, deghizați pe străzile aproape pustii la acea oră, împresoară sediul guvernului revoluționar și arestează o parte a membrilor guvernului. Dar Gheorghe Magheru, alături de Grigore Bengescu, Iancu Obedeanu, Nică Locusteanu și Ioan Maiorescu adună în grabă dorobanții, mobilizează locuitorii Craiovei și înconjoară, la rândul lor, partizanii contrarevoluției, despresurând sediul guvernului provizoriu. 
- 14 iunie 1848, Craiova. Guvernul adoptă ca steag național, tricolorul revoluționarilor. Primul steag tricolor al pașoptiștilor, cel purtat la Islaz de Popa Șapcă și după care au fost întocmite toate celelalte steaguri pașoptiste, a fost cusut doar de mâinile domniței Maria Alexandrina, copila lui Gheorghe Magheru, în amintirea steagului purtat de Tudor Vladimirescu și pentru ca primul steag al revoluției să poarte simbolul neprihănirii.
- 15 iunie 1848: Guvernul provizoriu se afla încă la Craiova. Însoțit de o oaste alcătuită din dorobanții aflați sub comanda lui Nicolae Pleșoianu, cărora li se alătură numeroși țărani, guvernul provizoriu revoluționar pleacă spre București.

În aceeași zi, are loc o întrunire la vârf ruso-turcă la Istanbul. În timp ce turcii priveau cu neutralitate evenimentele din Țara Românească, rușii care urmăreau cucerirea strâmtorilor Bosfor și Dardanele și extinderea imperiului țarist în Balcani, găsesc în revoluțiile române un bun prilej de reîncepere a ostilităților. Rușii declară că nu vor tolera un focar revoluționar la granița imperiului lor.
- 16 iunie 1848 București: Revoluționarii ajung la București în frunte cu membrii guvernului provizoriu. Sunt întâmpinați cu entuziasm de populația Bucureștiului. De teama represiunilor celor două imperii se retușează guvernul provizoriu care va cuprinde nu numai aripa radicală a revoluționarilor ci și o aripă moderată. Noul guvern provizoriu va fi condus de  mitropolitul Neofit și va avea ca membri pe: Ion Heliade Rădulescu, Nicolae Golescu, Ștefan Golescu, Christian Tell, Gheorghe Magheru, C.A. Rosetti, Nicolae Bălcescu și Ion C. Bratianu.
- 19 iunie 1848 București: Reacționarii încearcă o contralovitura anihilată imediat de revoluționari care cer sprijinul populației. În fruntea apărătorilor guvernului se află Ana Ipătescu și Nicolae Golescu. Gheorghe Magheru primește conducerea armatei și sarcina constituirii bazei armate a revoluției în Oltenia.
- 19 iulie 1848 Giurgiu. Urmare a înțelegerii ruso-turce, rușii vor invada Moldova iar turcii vor pătrunde în Țara Românească. Guvernul revoluționar trimite o delegație la cartierul general al comandantului trupelor turce, Soliman Pașa, asigurându-l de relațiile cordiale ale guvernului revoluționar față de turci. Soliman cere dizolvarea guvernului care își schimbă denumirea în locotenență domnească având în frunte pe Ion Heliade Rădulescu, Cristian Tell și Nicolae Golescu, noua formulă păstrând membrii guvernului, dar punând în față trei persoane considerate moderate pentru adormirea vigilenței turcilor. Soliman este bine primit în București, nu intră cu armata, se dau reprezentanții în cinstea lui iar acesta recunoaște locotenența domnească drept guvern legal. Urmarea acestei recunoașteri va fi recunoașterea legalității guvernului de către toate guvernele europene cu excepția rușilor. Rușii reclamă mituirea lui Soliman și incapacitatea acestuia de a pricepe ce se întâmplă în țară și cer sultanului înlocuirea lui Soliman cu Fuad pașa, omul măsurilor dure.
- 13 septembrie 1848 București: În cursul intrării trupelor otomane, un incident a dus la Bătălia din Dealul Spirii între turci și Compania de Pompieri condusă de Pavel Zăgănescu, care s-a terminat cu un rezultat defavorabil revoluționarilor români.
- 30 noiembrie 1848: În ajunul intrării în Craiova a primei divizii otomane, evaluată la 10 000 de ostași și comandată de Hussein-Pașa, sute de săteni din jurul Craiovei și locuitori ai orașului, înarmați cu puști, sulițe, topoare și coase, au întâmpinat trupele străine, neținând seama de superioritatea numerică covârșitoare a acestora. Rezultatul a fost din nou defavorabil românilor. Revoluția fusese învinsă.[7].

## În Transilvania
În Transilvania mișcarea românească a avut un caracter preponderent național. O parte din români au aderat la revoluția burgheză maghiară. Dieta de la Cluj a avut în componența ei și câțiva români, iar apoi cea de la Debrețin ceva mai mulți. Burghezia maghiară revoluționară, care a pus pe picioare o armată bine organizată, a căutat să-și impună controlul asupra întregului Ardeal. În acest context au fost reprimate toate mișcările de împotrivire ale românilor, sașilor și ungurilor rămași fideli Casei de Habsburg.
La 29 mai 1848, Dieta de la Cluj a proclamat unirea Transilvaniei cu Ungaria, fapt care a nemulțumit deopotrivă părți importante ale românilor transilvani, ale sașilor și maghiarilor. Însuși poetul Sándor Petőfi se ridicase împotriva hotărârii unirii Transilvaniei cu Ungaria, argumentând că în Dieta care luase decizia se aflaseră din 300 reprezentanți numai 3 români și 24 de sași. În martie 1848 izbucnise revoluția la Viena, mișcare care a pătruns mai apoi în Ungaria, unde intelectualitatea liberală maghiară dorea să impună stat național independent de Austria. Ideea de libertate și de unitate națională era înțeleasă de burghezia maghiară în sensul formării unei națiuni civice maghiare după modelul preconizat de Revoluția franceză, adică neținând seama de componența etnică eterogenă a țării, ba tocmai prin asimilarea etniilor diferite de cea maghiară și omogenizarea forțată a specificului diferitelor regiuni și prin impunerea unei singure limbi oficiale, adică maghiarizare.
Liderii românilor din Transilvania nu au împărtășit ideea creării unui stat național maghiar de acest tip unde românii ardeleni, majoritari în Ardeal, ar fi urmat să rămână mai departe fără drepturi politice egale cu ale maghiarilor, minoritari în Transilvania și au convocat o adunare proprie în care să discute problemele care îi preocupau. Adunarea românilor transilvăneni a avut loc la Blaj pe 15 mai 1848, fiind cunoscută istoriografic ca Adunarea de la Blaj. S-a format în Munții Apuseni o armată de voluntari români condusă de avocatul Avram Iancu. Aceștia au reușit două victorii importante împotriva armatelor revoluționare maghiare, la Abrud și Mărișel. Pe lângă români, se ridicaseră la luptă și croații în Croația, fiindcă nici ei nu doreau să facă parte din statul național ungar, preconizat de revoluționarii maghiari ai lui Kossuth.
Nicolae Bălcescu s-a dus chiar la Budapesta pentru a încerca aplanarea conflictului revoluționar româno-maghiar, dar Kossuth și membrii nobilimii maghiare au refuzat în context să acorde drepturi egale românilor transilvani, încercând doar să câștige timp trimițându-l pe Bălcescu să negocieze pacea cu moții lui Avram Iancu în numele revoluționarilor unguri și încercând să îl convingă pe acesta din urmă să se alăture defensivei maghiare împotriva forțelor austro-ruse. În lupta de la Șiria lângă Arad, armatele revoluționare ungurești au fost cu totul zdrobite de ruși, iar Ungaria și Transilvania (Ardealul) vor fi predate de ruși austriecilor potrivit prevederilor Sfintei Alianțe.
La întrunirea organizată de revoluționarii munteni pentru a discuta participarea lor la Adunarea de la Blaj, cei mai mulți fruntași și-au exprimat dorința de a participa la reuniunea programată de revoluționarii români transilvăneni. Unii revoluționari munteni ca Dumitru Brătianu au reușit să ajungă la Blaj înainte ca autoritățile să impună măsuri restrictive. Lui Nicolae Bălcescu și celor care au solicitat eliberarea unui pașaport li s-a refuzat acest lucru. Al. Papiu-Ilarian spune că la interesul mare manifestat de românii munteni pentru Adunarea de la Blaj, autoritățile au răspuns prin ridicarea unui zid polițienesc. Totuși unii revoluționari munteni au reușit să ajungă la Blaj. Mai favorizați de evenimente au fost românii moldoveni care au avut un număr mare de lideri la Blaj: Alexandru Ioan Cuza, Gheorghe Sion, Alecu Russo, Lascăr Rosetti, Petrache Cazimir, Nicolae Ionescu, Vasile Alecsandri, Costache Negri.
Liderii mișcării din Transilvania:
Avram Iancu, Alexandru Papiu Ilarian, Ioan Axente Sever, Simion Bărnuțiu, Timotei Cipariu, August Treboniu Laurian, Eftimie Murgu, Andrei Șaguna, Simion Balint, Ioan Buteanu, Petru Dobra, Ioan Dragoș, Ioan Sterca-Șuluțiu, David Urs de Margina, Pelaghia Roșu.